# Zieleniec, Duszniki-Zdrój
För andra betydelser, se Zieleniec.

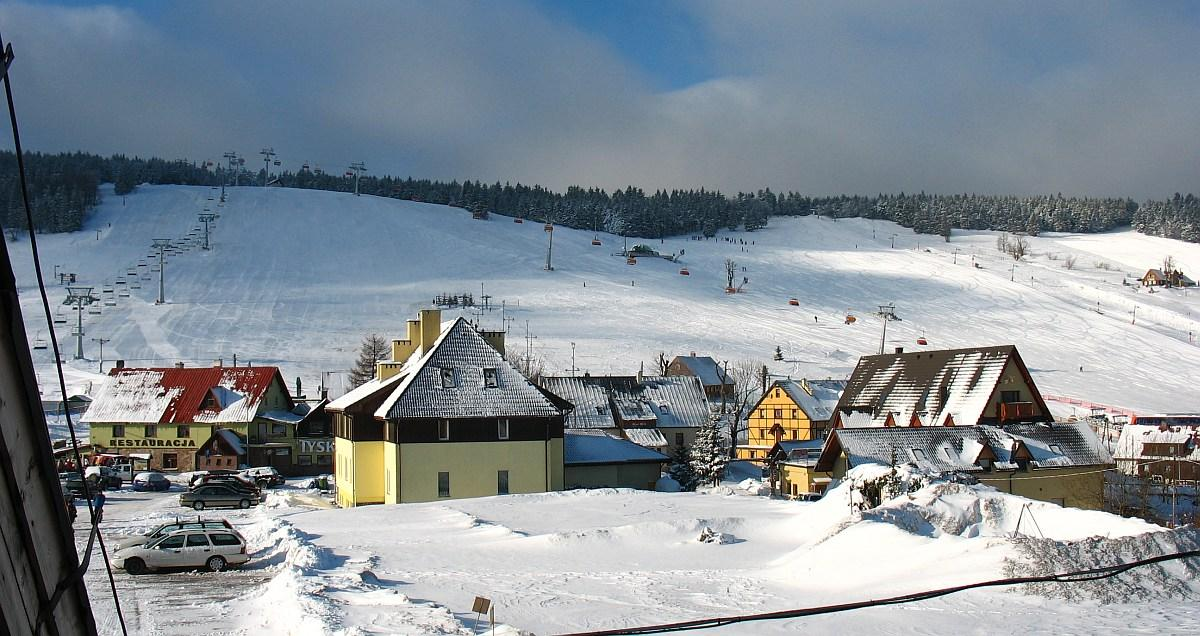
Zieleniec

Zieleniec [ʑɛˈlɛɲɛts], tyska: Grunwald, är en vintersportort i polska Sudeterna med omkring 500 fast bosatta invånare. Orten utgör en stadsdel i den polska staden Duszniki-Zdrójs stadskommun, belägen omkring 10 kilometer söder om stadens centrum.